# يوري (مغنية)
كوان يوري ((هانغل: 권유리)) والمعروفة باسم يوري ((هانغل: 권유리)) (من مواليد 5 ديسمبر 1989، في غويانغ) هي مغنية كورية بدأت مسيرتها الفنية عام 2007. وتعمل أيضا كـراقصة وممثلة وكاتبة أغاني ومذيعة.

## الحياة الشخصية
ولدت يوري في غويانغ، غيونغي، كوريا الجنوبية في 5 ديسمبر 1989. قامت بتجارب الأداء في شركة إس إم إنترتينمنت وانضمت إلى الشركة في عام 2001 بعد أن حلت ثانية في مسابقة أفضل راقصة شابة. وخضعت بعد ذلك للتدريب لمدة 5 سنوات و11 شهرا. لديها أخ أكبر هو كوون هيوك-جون. واحد من الأسماء المستعارة لها هو "اللؤلؤة السوداء"، لأن بشرتها أغمق قليلا من غيرها من أعضاء جيرلز جينيريشن.

## مسيرتها الغنائية
بدأت مسيرتها غنائية عندما انضمت لفرقة غيرلز جينيريشن وبعدها أصدرت يوري أول أغنية فردية لها لدراما Working Mom بتاريخ 2008 بعنوان Kokk بالتعاون مع سويونغ ثم أصدرت أغنيتين فرديتين لدراما No Breathing بعنوان Bling Star وTwinkle Twinkle
وفي عام 2016 أصدرت أغنية Secret بالتعاون مع سوهيون.

## مسلسلات تلفزيونية
| عام     | عنوان العمل                                   | قناة البث      | بدور         | ملاحظة               |
| ------- | --------------------------------------------- | -------------- | ------------ | -------------------- |
| 2007–08 | Unstoppable Marriage                          | كي بي إس 2     | كوان يورا    | الدور المساعد        |
| 2012    | Fashion King                                  | إس بي إس       | تشوي ان نا   | دور رئيسي            |
| 2015    | Kill Me, Heal Me                              | إم بي سي       | أهن يوو نا   | ظهور خاصة ح20        |
| 2016    | Local Hero                                    | أو سي إن       | باي جونغ يون | دور رئيسي            |
| 2016    | Gogh, The Starry Night                        | Sohu, إس بي إس | جو هو        | دور رئيسي; سلسلة ويب |
| 2017    | Innocent Defendant                            | إس بي إس       | سيو اون هاي  | ادوار رئيسية         |
| 2018    | The Sound of Your Heart: Reboot (الموسم 1, 2) | نتفلكيس        | تشوي ايبونغ  | ادوار رئيسية         |
| 2018    | Dae Jang Geum Is Watching                     | إم بي سي       | بوك سيونغ آه | ادوار رئيسية         |
| 2021    | Bossam: Steal the Fate                        | إم بي إن       | سو كيونغ     | ادوار رئيسية         |
| 2021    | Break-up Suspension                           | إس بي إس       | بارك جا رام  | ادوار رئيسية         |
| 2022    | Good Job                                      | اي ان اه       | دون سي را    |                      |

## روابط خارجية
- يوري على موقع IMDb (الإنجليزية)
- يوري على موقع ميوزك برينز (الإنجليزية)
- يوري على موقع ديسكوغز (الإنجليزية)
- يوري على موقع قاعدة بيانات الفيلم (الإنجليزية)